# Christine Sophie Holstein
Christine Sophie Holstein, född 1672 i Haderslev, död 1757, var en dansk grevinna och salongsvärd. Hon var syster till Anna Sophie Reventlow och är känd för det inflytande hon utövade över samtida politik under dennas tid som drottning, något som gav henne namnet “madame la grande chancellière” (Fru Kansler).